# Sebastian Fischer (Schauspieler, 1966)
Sebastian Jakob Fischer (* 28. Mai 1966 in München) ist ein deutscher Schauspieler, Synchronsprecher und Nachrichtensprecher.
Sebastian Fischer besuchte in München die Schauspielschule Zinner Studio. 1993 trat er in der 278. Tatort-Folge „Ein Sommernachtstraum“ als Karl Wagenseil auf. Danach war er in zahlreichen anderen Fernsehserien wie Aktenzeichen XY … ungelöst, SOKO 5113, Derrick, Die Rote Meile, Forsthaus Falkenau, Der Kaiser von Schexing, Drei zum Verlieben und Siska zu sehen. Von 1996 bis 2002 und 2007 spielte er den Emanuel Zirkowski in der ARD-Seifenoper Marienhof.
Als Synchronsprecher lieh er u. a. Luke Perry in den frühen Folgen von Beverly Hills, 90210 oder Harvey E. Lee jr. in In der Hitze der Nacht seine Stimme.
Inzwischen ist er als Nachrichtensprecher für private Hörfunksender tätig, darunter Radio 7 und Antenne 1.